# Рождественка (Башкортостан)
Рождественка (баш. Рождественка) — деревня в Шаранском районе Республики Башкортостан Российской Федерации. Входит в состав Мичуринского сельсовета. Основана в 1921 году как посёлок, затем деревня, в 1950-х годах — село. В 1960-е годы насчитывалось около 300 жителей, по переписи 2010 года — 151 житель.

## География

### Географическое положение
Находится в северо-восточной части района, неподалёку от границы с Чекмагушевским районом. Расстояние:
- до районного центра (Шаран): 34 км,
- до центра сельсовета (Мичуринск): 16 км,
- до ближайшей ж/д станции (Туймазы): 76 км.

### Климат
По комплексу природных условий деревня, как и весь район, относится к лесостепной зоне и характеризуется умеренно континентальным климатом с такими особенностями, как неустойчивость и резкие перемены температуры, неравномерное выпадение осадков по годам и временам года. В деревне довольно суровая и снежная зима с незначительными оттепелями, поздняя прохладная и сравнительно сухая весна, короткое жаркое лето и влажная прохладная осень.
| Показатель                                                                                     | Янв. | Фев. | Март | Апр. | Май | Июнь | Июль | Авг. | Сен. | Окт. | Нояб. | Дек. |
| ---------------------------------------------------------------------------------------------- | ---- | ---- | ---- | ---- | --- | ---- | ---- | ---- | ---- | ---- | ----- | ---- |
| Средний суточный максимум, °C                                                                  | −7   | −6   | −2   | 9    | 18  | 23   | 24   | 22   | 17   | 8    | −1    | −6   |
| Средний суточный минимум, °C                                                                   | −16  | −15  | −8   | 0    | 6   | 11   | 13   | 11   | 7    | 1    | −6    | −13  |
| Норма осадков, мм                                                                              | 25   | 23   | 25   | 33   | 49  | 59   | 52   | 48   | 45   | 48   | 33    | 30   |
| Источник: Моделирование исторических данных о климате и погоде. Дата обращения: 3 января 2024. |      |      |      |      |     |      |      |      |      |      |       |      |

## История
Основана выходцами из деревни Юмашево в 1921 году после того, как юмашевцы Андрей Соколов и Егор Григорьев 7 января 1921 года (то есть в Рождество) пришли на место нынешней деревни и начали копать колодец, чтобы узнать глубину залегания подземных вод. Вода появилась уже на глубине 2,5—3 метра, вкусная, мягкая и чистая, после чего крестьяне стали переезжать на новое место. В 1925 году деревня зафиксирована как посёлок Рождественский в составе Шаранской волости Белебеевского кантона Башкирской АССР.
В 1930 году был образован колхоз «Стальной», в том же году в республике было упразднено кантонное деление и образованы районы. Деревня вошла в состав Бакалинского района, в 1932 году передана в состав Чекмагушевского района, а в 1935 году — в состав вновь образованного Шаранского района. В 1935 году в Рождественке была открыта начальная школа. В 1937 году деревня передана из Юнновского сельсовета в состав Триключинского. В 1939 году — деревня Рождественка Триключёвского сельсовета Шаранского района.
В 1946 году построили местную электростанцию, в те же годы соорудили несколько мельниц, крупорушку и шерсточесалку. На всю округу славился колхозный, а затем совхозный сад-огород, к 2011 году выросший до 34 га. С 1950 года Рождественка входила в состав колхоза «Юность». В 1952 и 1959 годах Рождественка фиксировалась как село. В 1960 году она вновь стала деревней, и в том же году колхоз «Юность» вошёл в состав крупного совхоза «Мичуринский». В начале 1963 года в результате реформы административно-территориального деления деревня была включена в состав Туймазинского сельского района, с марта 1964 года — в составе Бакалинского, с 30 декабря 1966 года — вновь в Шаранском районе. В те же годы деревня вновь перешла в Юношеский сельсовет.
В мае 1992 года Юношеский сельсовет вместе с деревней Рождественка вошёл в состав Мичуринского. В 1993 году было образовано КФХ «Стальной», существовавшее до 2009 года. В тот период, как указано в энциклопедии Шаранского района (2011), фермеры выращивали и реализовывали саженцы плодовых деревьев, жили зажиточно. По состоянию на 2024 год жители деревни работают в нескольких фермерских хозяйствах, выращивают в том числе клубнику.

## Население
По данным регистрации в деревне в 2012 году проживало 153 человека в 69 семьях.
| Год  | Методика              | Жителей | Мужчин | Женщин | Дворов | Преобладающие национальности/сословия | Источники            |
| ---- | --------------------- | ------- | ------ | ------ | ------ | ------------------------------------- | -------------------- |
| 1925 | подготовка к переписи | н/д     | н/д    | н/д    | 26     | чуваши                                | [ 9 ]                |
| 1939 | перепись              | 233     | 111    | 122    | н/д    | н/д                                   | [ 14 ]               |
| 1959 | перепись              | 303     | 128    | 175    | н/д    | чуваши                                | [ 17 ] [ 18 ]        |
| 1970 | перепись              | 315     | 145    | 170    | н/д    | чуваши                                | [ 22 ] [ 23 ]        |
| 1979 | перепись              | 225     | 97     | 128    | н/д    | чуваши                                | [ 24 ] [ 25 ]        |
| 1989 | перепись              | 142     | 66     | 76     | н/д    | чуваши                                | [ 26 ] [ 27 ] [ 28 ] |
| 2002 | перепись              | 157     | 71     | 86     | н/д    | чуваши (92 %)                         | [ 27 ] [ 29 ]        |
| 2010 | перепись              | 151     | 73     | 78     | н/д    | н/д                                   | [ 30 ]               |

## Инфраструктура
Деревня электрифицирована и газифицирована, имеется газовое отопление, водоснабжение осуществляется из колодцев и скважин на индивидуальных подворьях, в качестве канализации используются выгребные ямы. Есть кладбище площадью 0,3 га, расположенное к северо-западу от деревни. В зоне сельскохозяйственного производства находятся молочно-товарная ферма и машинно-тракторная мастерская. В деревне две улицы — Мира и Дружбы, протяжённость улично-дорожной сети составляет 2,40 км. Имеется памятник участникам Великой Отечественной войны с фамилиями и инициалами воинов.
Деревню обслуживает Шаранская центральная районная больница; фельдшерско-акушерский пункт находится в деревне Три Ключа, а почтовое отделение — в деревне Юность. Средняя школа также находится в деревне Три Ключа.